# Рабач, Штефани
Штефани Рабач (урождённая Исак; 28 декабря 1887 — после 1973) — австрийка, якобы бывшая безответной любовью Адольфа Гитлера в подростковом возрасте, по утверждению друга его детства Августа Кубичека. Её девичья фамилия Исак, звучащая как еврейская, стала предметом спекуляций в контексте возможной привязанности Гитлера. Однако не существует никаких свидетельств, помимо Кубичека, что у Гитлера когда-либо существовала подобная привязанность.
Кубичек, друг детства Гитлера, писал о Штефани в своей книге «Адольф Гитлер, мой друг детства». Он утверждал, что Гитлер влюбился в неё после того, как она прошла мимо него во время своей ежедневной прогулки с матерью в Линце, взглянув на него. По словам Кубичека, хотя Гитлер был влюблён вплоть до мыслей о самоубийстве, он ни разу с ней не заговорил. Впоследствии Штефани вышла замуж за австрийского офицера, в интервью она сказала, что не знала о чувствах Гитлера к ней. О её жизни мало что известно.
Безответные чувства Гитлера рассматривались во многих книгах. Некоторые исследователи сомневаются в достоверности сведений Кубичека, единственного источника по этой истории. Другие признают, что существуют некоторые фактические основания для подобной истории, но не придают большого значения юношескому увлечению, в то время как третьи считают, что эта история даёт ценную информацию о развитии личности Гитлера.

## Предыстория
Август Кубичек, студент-музынт из Линца, впервые встретил Гитлера, когда они оба боролись за то, чтобы попасть на оперный спектакль. По его словам, страсть Гитлера к Штефани вспыхнула весной 1905 года, когда ему было 16 лет, а ей — 17, и она училась в школе в Линце, и продолжалась до 1909 года, когда ему было 20.  Кубичек описывает первый раз, когда он услышал об одержимости Гитлера, следующим образом: "Однажды вечером весной 1905 года, когда мы гуляли, Адольф схватил меня за руку и взволнованно спросил, что я думаю о той стройной блондинке, идущей по Ландштрассе рука об руку со своей матерью. «Ты должен знать, я влюблен в неё, — добавил он решительно».
Штефани Беата Исак родилась 26 декабря 1887 года в Нимесе (Королевство Богемия). Она имела более высокое социальное происхождение, чем Гитлер, и была более чем на год старше его. Штефани вернулась в Линц после учёбы в Мюнхене и Женеве. У неё был брат Карл Ричард Исак, изучавший право в Вене . В 1950-х годах у доктора Франца Йетцингера хранились две фотографии Штефани в молодости: одна 1904 года, на второй же 1907 года она была заснята в бальном платье. Кубичек описывает её как «видную девушку, высокую и стройную. У неё были густые светлые волосы, которые она в основном собирала в пучок. Её глаза были очень красивыми».

## Предполагаемая влюблённость Гитлера
По словам Кубичека, Гитлер никогда не разговаривал со Штефани, всегда утверждая, что сделает это «завтра».  Кубичек писал, что Гитлер питал ненависть ко всем, кто с ней флиртовал, особенно к офицерам, которых он называл «тщеславными тупицами» . Он почувствовал «непримиримую вражду ко всему сословию офицеров и ко всему военному в целом. Его раздражало, что Штефани общалась с такими бездельниками, которые, по его утверждению, носили корсеты и пользовались духами». 

Гитлер настаивал на том, чтобы Кубичек следил за Штефани и ежедневно сообщал о её действиях, когда он был в гостях у своей матери или семьи.  Кубичек писал, что Штефани любила танцевать и брала соответствующие уроки. Гитлер не любил танцы и прокомментировал её увлечение следующим образом: "Штефани танцует только потому, что её заставляет это делать общество, от которого она, к сожалению, зависит. Когда Штефани станет моей женой, у неё не будет ни малейшего желания танцевать! " . В июне 1906 года Штефани якобы одарила Гитлера улыбкой и цветком из своего букета, когда проезжала мимо него в своей карете. Кубичек. позже описал эту сцену так:
"Никогда больше я не видел Адольфа таким счастливым, каким он был в тот момент. Когда карета проехала, он оттащил меня в сторону и с волнением посмотрел на цветок, на этот видимый залог её любви. Я всё ещё слышу его голос, дрожащий от волнения: «Она любит меня!» " 
После того, как в 1907 году мать Гитлера умерла от рака груди, её похоронная процессия проходила через Урфар в Леондинг. По словам Кубичека, Гитлер сказал, что видел Штефани на этой процессии, что его немного утешило. Кубичек утверждал, что "Штефани понятия не имела, насколько сильно Адольф был в неё влюблён; она считала его несколько застенчивым, но, тем не менее, удивительно стойким и верным поклонником. Когда она ответила улыбкой на его молящий взгляд, он был счастлив, и его настроение стало непохожим на всё, что я когда-либо наблюдал в нём. Но когда Штефани, как это часто бывало, холодно игнорировала его взгляд, он становился раздавленным и готовым уничтожить себя и весь мир ".